# House of Mystery (Vertigo)
House of Mystery è una serie a fumetti dell'orrore e dell'occulto in stile antologico basato sull'originale serie House of Mystery in pubblicazione dal 1951 fino al 1983. Gli scrittori, Bill Willingham e Matthew Sturges, fecero debuttare la serie nel luglio 2008 sotto il marchio della Vertigo, una filiale della DC Comics.

## Trama
Caino (di Caino e Abele) tentò di ritornare alla House of Mystery, la sua casa nel Sogno, e scoprì che era scomparsa. Sette anni dopo, in Texas, un ex studentessa di architettura di nome Bethany "Fig" Keele fuggì dalla sua casa in fiamme, salvando solo una manciata di immagini di una casa che comparve nei suoi sogni. Keele fu seguita da un "Paio della Concezione", agenti di un'entità nota come "Omnità"; erano due persone, un maschio e una femmina, che si tenevano sempre per mano. Se si fossero lasciati andare, sarebbero scomparsi. Il duo la seguì attraverso una porta e senza volerlo nella House of Mystery, dove la ragazza incontrò gli abitanti della casa e scoprì i termini di quella che sarebbe stata apparentemente la sua prigione. Ognuno doveva pagare il proprio drink con una storia, e nessuno poteva andarsene senza ricevere un passaggio dal cocchiere della casa. Nessuno degli occupanti era sicuro del perché alcuni potevano andarsene ed altri no, così ogni persona sarebbe restata lì in eterno finché il cocchiere non avesse deciso di portarli via. Naturalmente questo non fermò alcuni occupanti che cercarono di evadere comunque, né fermò Caino dal tentare di entrare.

## Raccolte
La serie fu raccolta in un volume con copertina rigida:
- Room and Boredom (contiene House of Mystery dal n. 1 al n. 5, 128 pagine, gennaio 2009, ISBN 978-1-4012-2079-2)[7]
- Love Stories for Dead People (contiene House of Mystery dal n. 6 al n. 10, 128 pagine, giugno 2009, ISBN 978-1-4012-2276-5)[8]
- The Space Between (contiene House of Mystery dal n. 11 al n. 15, 128 pagine, gennaio 2010, ISBN 978-1-4012-2581-0)[9]
- The Beauty of Decay (contiene House of Mystery dal n. 16 al n. 20 e un Halloween Special nel 2009, 160 pagine, pubblicato nel luglio 2010, ISBN 978-1-4012-2756-2)[10]
- Under New Management (contiene House of Mystery dal n. 21 al n. 25, 128 pagine, pubblicato nel gennaio 2011, ISBN 978-1-4012-2981-8)[11]
- Safe As Houses (contiene House of Mystery dal n. 26 al n. 30, 144 pagine, pubblicato nel maggio 2011, ISBN 978-1-4012-3154-5)[12]
- Conception  (contiene House of Mystery dal n. 31 al n. 35 & Halloween Special 2010, 160 pagine, pubblicato nel dicembre 2011, ISBN 978-1-4012-3264-1)[13]
- Desolation (contiene House of Mystery dal n. 36 al n. 42, 160 pagine, pubblicato nell'agosto 2012, ISBN 978-1-4012-3495-9)[14]